# Antoni Roca i Sallent
Antoni Roca i Sallent (Llívia, 1813 o 1814 - Barcelona, 10 de maig de 1864) fou un gravador català.

## Biografia

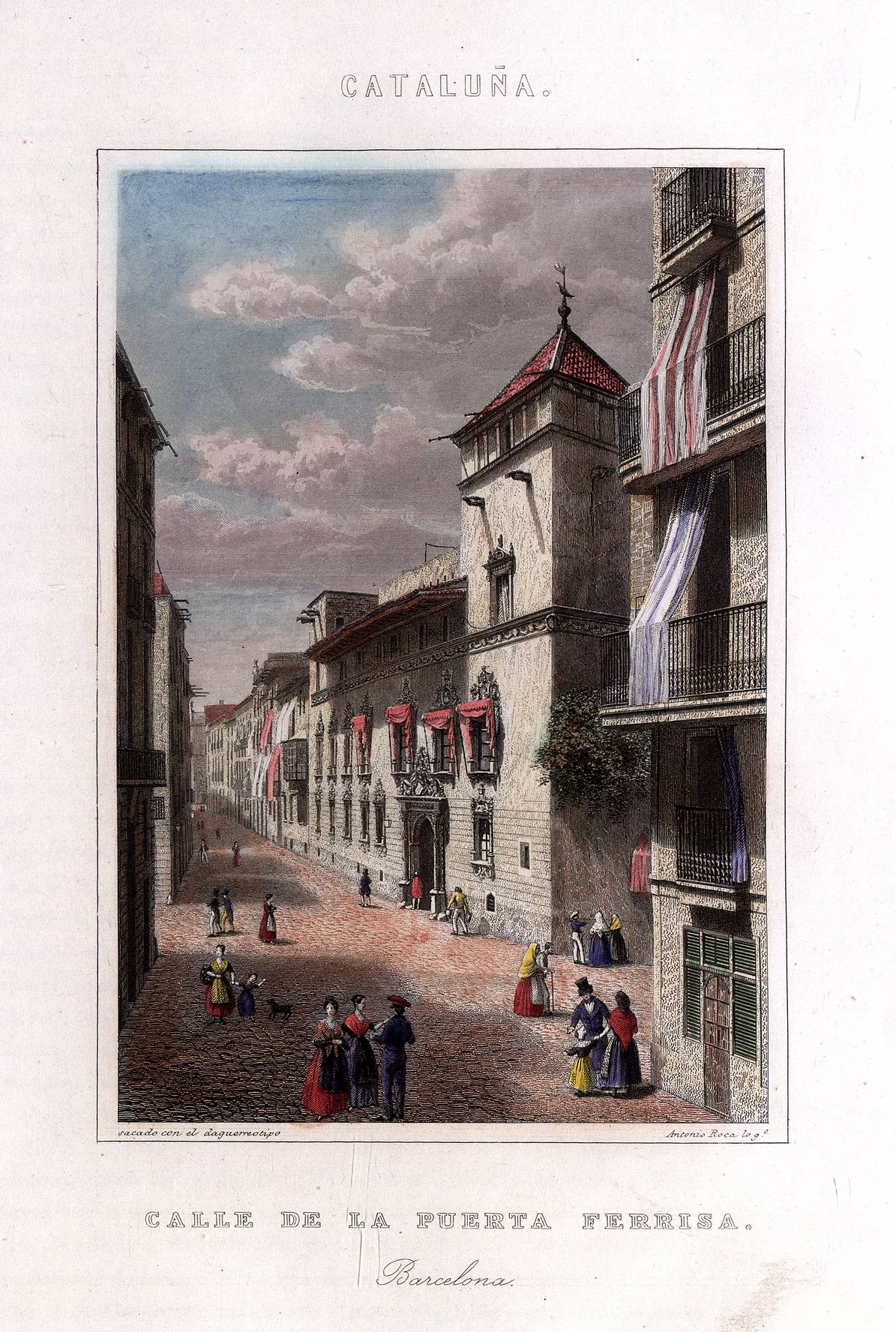
Carrer de la Porta Ferrisa (Barcelona), «tret amb el daguerreotip per Antoni Roca». Gravat publicat a Espanya, obra pintoresca en làmines, fetes bé amb el daguerreotip o dibuixades del natural (1842-1846).

Va néixer a Llívia el 1813 o el 1814, segons el registre de la seva defunció que indica la població de naixement i que tenia 50 anys en morir.
A Antoni Roca, gravador en acer, Manuel Ossorio y Bernard li adjudica un «bon lloc en la història del gravat espanyol». Antoni Roca fou professor de gravat a burí de l'Escola de les Belles Arts de la ciutat, a més de membre de l'Acadèmia de les Belles Arts. A la seva mort es trobava acabant una gran làmina representant el Descens de la Santíssima Verge a Barcelona.
Fou autor d'un Retrat d'Isabel II que va figurar en l'Exposició Nacional de 1860, i d'un gran nombre de làmines per a les obres Els frares i els seus convents, Història universal de Cesare Cantù, Història de Catalunya de Víctor Balaguer, una edició del Quixot de 1862, la col·lecció de viatges L'Univers, una edició del Gil Blas de Santillana, Les ruïnes del meu convent, El robí del cristià, Biografia eclesiàstica i Espanya, obra pintoresca, entre unes altres.